# Henry Hellssen
Henry Alexander Hellssen (født 8. november 1888 i Aabenraa, død 26. juli 1957 i København) var en dansk journalist og redaktør. Han grundlagde avisen B.T. i 1915.
Hellssen var søn af dr.med. Henry Hellssen (død  1889) og hustru Margarethe (Gretchen) f. Steinicke (død 1941). Han var medarbejder ved Jydsk Morgenblad 1909, ved Aalborg Amtstidende 1909-10, ved Riget 1910-13, ved Berlingske Tidende fra 1. januar 1913; startede B.T. 1915 og var bladets første redaktør 1915-17. Hellssen var Berlingske Tidendes udsendte medarbejder i fire verdensdele. Under 1. verdenskrig 1914-18 var han korrespondent på alle europæiske fronter. Han deltog i felttog mod bolsjevikkerne i Karelen og Ingermanland, d'Annunzio's togt til Fiume og grækernes fremstød i Lilleasien, krigen i Abessinien (1935), Shanghai (1937), det arabiske oprør i Palæstina (1939) og Koreakrigen (1950). Han var ti gange i Amerika og deltog i flyvning fra Cairo til Cape Town og karavanerejser gennem indre Mongoli (1929) og til Kham og Tibet (1937). Han gennemførte tre rejser rundt om jorden. Han blev redaktør af Billed-Bladet 1942 og journalistisk redaktør ved Berlingske Tidende og Berlingske Aftenavis 1946 og i redaktionen for Berlingske Tidende fra 1951.
Han iscenesatte forskellige forestillinger på teatre i København og Stockholm og var medlem af Max Reinhardts regi- og direktionsstab Berlin og New York 1927-28. Han holdt foredrag om journalistik på udenlandske universiteter og var medlem af Dansk Journalistforbunds bestyrelse og næstformand (1940-45); Medlem af Journalisternes Fællesrepræsentation. Medlem af Radiorådet og Programudvalget ved Danmarks Radio 1941-42.
Han var ugift.

## Udgivelser
- Amerika rejser en Hær (1918)
- Hollywood (1927)
- Foregangsmanden Ernst Heinrich Berling (1932)
- To Hundrede Aar. Det Berlingske Bogtrykkeri, Festskrift (1933)
- Jeg har moret mig dejligt (1934, selvbiografi)
- Holbergs Kandestøber i Paris (1940)
- Billedbogen om Berlingske (1941)
- Portræt af Frede Skaarup (1942)
- Alfred Schmidt, hans Tid og hans Tegninger (1942)
- De sorte Telte (1943)
- Harlekin og Columbine (1944).
- Det stod i Berlingske Tidende (1948)
- Aftenkladsket og Morgendryppet (1948)
- De syv stormfulde Aar (i Holger Gabrielsens Teaterhistorie, 1948)
- Kapitler af Købmagergades Historie (festskrift for L. Levison jun., 1949)
- Jeg forlovede mig med Livet (1950)
- Gøgleren (i værket om Storm P, 1951)
- Journalisten H.C. Andersen (1955)